# Hondryches phalaeniformis
Hondryches phalaeniformis är en fjärilsart som beskrevs av Achille Guenée 1852. Hondryches phalaeniformis ingår i släktet Hondryches och familjen nattflyn. Inga underarter finns listade i Catalogue of Life.